# 無綫電視除夕賀年節目
《無綫電視除夕賀年節目》（英语：CNY Eve Special），是香港電視廣播有限公司主辦的除夕夜賀年特備節目，亦是無綫電視賀年節目之一。該節目通常於每年農曆除夕（年廿九或年三十）晚上播出，表演內容都是以賀年歌為主，最後倒數搭入新年（跨年倒數）後才結束，每年主題名稱不同，通常以生肖命名。 1991年更與廣州及澳門舉行大型除夕倒數匯演，並定名為《省港澳呈祥迎新歲》。而在2009年戊子鼠年年三十晚，TVB和廣東電視台第三次合作在廣州與香港舉辦《粵港同慶接金牛》，並慶祝《羊城賀歲萬家歡》30週年。是粵港澳大灣區建立前已經有合作的電視綜藝晚會。

## 主持及演出（2000-2020年代）
- 直播節目（除2013為錄播外）
- 2009、2012及2013與 廣州、台北、新加坡 首爾合作
- 2009直播部份在廣州市的羊城賀歲萬家歡表演。
- 2008-2015由Citywalk特約。
- 2022年由華懋集團呈獻，同時慶祝荃灣新市鎮成立60周年。

| 年度 | 主題                   | 主持 | 演出（排名不分先後） | 監製          | 編審                 |
| 2009 | 粵港同慶接金牛         | 香港： 馬蹄露、梅小惠、安德尊 廣州： 汪明荃、夏雨、鄧梓峰、 陳芷菁 廣東電視台： 任永全、伍燕、宋嘉其、殷莉                | | 林嘉穎 衛世輝 | 林廣生               |
| 2010 | 鯉躍龍門迎新春         | 汪明荃、陳倩揚、梅小惠、 王祖藍                                                                                           | |               |                      |
| 2011 | 兔躍盛世迎新歲         | 汪明荃、安德尊、朱凱婷、 敖嘉年                                                                                           | HotCha、徐子珊、林欣彤、劉倩婷、黃宗澤、吳卓羲、周家蔚、黃長興、陸詩韻、楊秀惠、陳爽、胡鴻鈞、鄭欣宜、糖兄妹、鄭融 |               |                      |
| 2012 | 金龍吐艷迎新歲         | 香港： 汪明荃、安德尊、曾華倩、 鄧梓峰、陳芷菁、陳倩揚 廣州： 曾志偉、薛家燕                                              | 香港：胡楓、謝雪心、苟芸慧、王君馨、何傲兒、敖嘉年、陳展鵬、姚子羚、丁樂鍶、羅鈞滿、梁嘉琪、梁証嘉、楊潮凱、張景淳、遊莨維、陳奐仁、張偉民、糖兄妹、周麗淇、許廷鏗、周志文、周志康、胡鴻鈞、廖仲謙、馮允謙、譚嘉儀、李家聰、李礎業、陳國靖、吳業坤、張曦雯、黃馨慧、林家冰、洪美珊、李丞責 廣州：林峰、徐子珊、阮兆祥、王祖藍、李思捷、岑麗香、周家蔚、馬賽、金剛、高海寧、林欣彤、王梓軒                                                                                | 衛世輝        | 陳鳳珊               |
| 2013 | TVB新春黃金慶典        | 香港： 陳百祥、汪明荃、鄭裕玲、 曾志偉、曾寶儀、陳芷菁 台灣： 金 剛、呂慧儀、張美妮 韓國： 陳芷菁 新加坡： 王祖藍、林靈芝 | 香港：譚詠麟、林子祥、容祖兒、草蜢、陳百祥、郭晉安、黎耀祥、楊怡、周慧敏、葉玉卿、徐子珊、莊思敏、謝安琪、彭健新、鄭欣宜、薛凱琪、謝天華、黎諾懿、鄧紫棋、陳偉霆、蔚雨芯、王梓軒、羅力威、陳奐仁、鄭俊弘、黃建東、羅孝勇、古明華、高鈞賢、郭田葰、鄧永健、謝東閔、羅鈞滿、張名雅、黃心穎、朱千雪、岑杏賢 台灣：曾寶儀、柯有倫、Circus、周筱筑、陳建州 韓國：鄭嘉穎、林峯、胡杏兒、鍾嘉欣 新加坡、吉隆坡：黃宗澤、朱咪咪、許廷鏗、吳卓羲、蕭正楠、胡定欣、陳敏之、Gin Lee | 陳旭亮        | 陳鳳珊 鄧煒鵬 譚小龍 |
| 2014 | 駿馬迎新歲             | 鄧梓峰、曾華倩、安德尊、 姚子羚                                                                                           | 李丞責、Joe Junior、王浩信、朱千雪、何雁詩、何傲兒、吳家樂、吳業坤、周志文、周志康、林子博、林師傑、林穎彤、胡楓、泰臣、張秀文、許亦妮、陳國峰、鄭世豪、羅孝勇、譚嘉儀、王梓軒、田蕊妮、李清宜、李霖恩、狄易達、林卓楠、胡芷苓、胡諾言、張達倫、黃子華、楊卓娜、甄澤權、蔣家旻、羅天宇 | 衛世輝        | 徐家祥               |
| 2015 | 喜慶羊羊迎新歲         | 安德尊、汪明荃、曾華倩、 鄧梓峰                                                                                           | 鄭俊弘、胡鴻鈞、鍾嘉欣、吳業坤、阮兆祥、羅蘭、胡楓、蔡思貝、李霖恩、胡諾言、章志文、林子博 | 衛世輝        | 徐家祥               |
| 2016 | 萬千星輝團年飯         | 陸浩明、鄧佩儀、梁烈唯、 安德尊、胡 楓、羅 蘭、 何雁詩、譚嘉儀、謝文欣、 谷 微、林師傑、游莨維                            | 陳凱琳、肥媽、李丞責、鄭俊弘、吳若希、胡鴻鈞、區永權、衛志豪、范振鋒、陳國峰、劉丹、黎諾懿、林漪娸、羅天宇、徐榮、蔣家旻、阮兒、森美、梁嘉琪、湯洛雯、黃心穎、麥美恩、張秀文、陳貝兒、宋熙年、梁麗翹、黃煦齡、林泳淘、利穎怡、容羨媛、吳幸美、朱凱婷、李旻芳、李潤庭、林映輝、黃耀英、陳豪、田蕊妮、胡定欣、關禮傑、楊秀惠、敖嘉年、馬蹄露、鄭詩君、江榮暉、何遠東、溫家偉、陳婉衡、蔣志光、戴耀明、趙永洪、淼                                                           | 衛世輝        | 袁淑蓮 張穎珊        |
| 2017 | 我愛香港年夜飯         | 鄧梓峰、黎芷珊、林曉峰 | 曾志偉、鄭丹瑞、王祖藍、何廣沛、傅嘉莉、胡楓、江欣燕、何雁詩、吳家樂、泰臣、張惠雅、麥美恩、楊詩敏、黃心穎、謝雪心、張美妮、鄭嘉豪、盧偉文、曹思詩、楊嘉欣、王晶、王子涵、黃百鳴、張繼聰、林盛斌、麥玲玲、唐詩詠、陳國強、黃永幟、曾超烈、黎偉鴻、黃君武、何志強 | 陳志球        | 陳燕華 謝雪兒        |
| 2018 | 新春開運迎豐年         | 麥長青、莊思敏、丁子朗、 陳庭欣                                                                                           | 李丞責、麥玲玲、曾志偉、崔建邦、張美妮、譚俊彥、李龍基、呂珊、張武孝、梁麗翹、胡楓、張秀文、吳沚默、朱智賢、陳國峰、周志康、林師傑、胡諾言、鄧佩儀、游莨維、關梓陽 | 黃中濠        | 陳燕華 黃翠華        |
| 2019 | 金豬報喜迎新歲         | 區永權、楊詩敏、林正峰 | 張振朗、林秀怡、朱智賢、楊潮凱、陳嘉桓、何浩文、蔚雨芯、周志康、黃美棋、邵珮詩、翟威廉、鄭雋熹、林浩文、孔德賢、馬景華、黃凱儀、羅詠怡 | 陳志球        | 徐家祥               |
| 2020 | 開運王團年迎金鼠       | 薛家燕、黎諾懿、黃祥興、 林盛斌、安德尊                                                                                   | 李丞責、麥玲玲、陳定幫、吳若希、連詩雅、周志康、翟威廉、鄺潔楹、張寶兒、何泳芍、曾淑雅、劉子碩、張子丰、朱祐宏、蕭新亭、譚凱螢、蕭涵方、梁凱晴、沈韋汝 | 鄭瑜盛        | 徐家祥               |
| 2021 | 開運王金牛迎新歲       | 薛家燕、林盛斌、區永權、 馮盈盈、張秀文                                                                                   | 李丞責、麥玲玲、楊皓雲、陳定幫、丁子朗、衛志豪、陳詩欣、蔡嘉欣、黃建東、游嘉欣、張子丰、鄭俊弘、何雁詩、伍富橋、施匡翹、陳嘉慧、伍樂怡、鄧智堅、陳欣茵、鄭雋熹、胡慧冲、邵珮詩、游茛維 | 鄭瑜盛        | 徐家祥 劉美琪        |
| 2022 | 虎躍騰飛迎新歲         | 汪明荃、林溥來、陳庭欣、 黃建東                                                                                           | After Class（炎明熹、姚焯菲、詹天文、鍾柔美）、李龍基、方伊琪、鄭俊弘、譚嘉儀、冼靖峰、張馳豪、谷旻、李佳芯、朱敏瀚、陳自瑤、羅天宇、姜麗文、許家傑、林淑敏、關禮傑、關楓馨、李丞責、劉倩婷、葉泓聲、陳善渝、關嘉敏、林正峰、劉頌鵬、簡家麒、麥詩晴、葉靖儀、王嘉慧、莫韻諰、鄭健樂 |               |                      |
| 2023 | 獎門人開心迎兔年百老匯 | 曾志偉、錢嘉樂、阮兆祥、 麥美恩、程浩駿、林秀怡                                                                           | JW王灝兒、吳業坤、冼靖峰、何晉樂、孫漢霖、黃奕斌、文凱婷、江美儀、蕭正楠、吳偉豪、高海寧、單立文、滕麗名、呂慧儀、湯盈盈、丁子朗、戴祖儀、谷婭溦、陳浚霆、郭柏妍、羅毓儀、林穎彤、宋宛穎、陳嘉慧、關曜儁、徐文浩、陳懿德、許文軒、潘盈慧、湯之欣、周百恩 |               |                      |
| 2024 | 除夕倒數迎金龍         | 汪明荃、阮兆祥、區永權、 陳庭欣、孔德賢、梁凱晴                                                                           | 胡楓、呂慧儀、周嘉洛、吳偉豪、焦浩軒、鄧智堅、周志康、翟威廉、李思捷、謝東閔、周吉佩、羅啟豪、李佳、龍婷、支嚳儀、顏志恒、丁文俊、林鉫徫、魏嘉信、吳大強、丁子朗、冼靖峰、黃奕斌、文佐匡、黃星綽、余宗遙、劉可、陳蒨葶、鄭梓浩、沈宗賢、黃劍文、顏米羔、劉威煌、安雅希、林若盈、王浩信、林子聰、張達明、姚子羚、陳楨怡、王子涵、文凱玲、古明華、莊鍶敏、莫家淦、彭懷安、蕭秀香、林正峰、郭柏妍、楊潮凱、林秀怡、關楓馨、黃美棋、鄭健樂、周百恩、呂珊、李龍基、李丞責     |               |                      |
| 2025 | 喜迎金蛇慶豐年         | 鄧梓峰、陳庭欣、林正峰、 馮盈盈、關楓馨                                                                                   | 李丞責、冼靖峰、鍾柔美、胡楓、蕭正楠、伍富橋、鄭俊弘、何廣沛、陳曉華、何沛珈、阮浩棕、鄺潔楹、黃美棋、張盈悅、羅毓儀、劉威煌、顏米羔、李佳、龍婷、顏志恒、支嚳儀、黃劍文、安雅希、MISSY（陳俞霏、陳譽文、陳芊芸、林思彤、王玥）、呂珊、蕭秀香、馬國明、安德尊、文佐匡、尹詩沛、范莎莎、葉念琛 |               |                      |

## 相關
- 無綫電視大年初一賀年節目
- 香港新春花車巡遊
- 保良局周年慶典
- 香港賀歲煙花匯演
- 澳門農曆新年花車巡遊匯演

## 外部連結
- 駿馬迎新歲 - 主頁- tvb.com （页面存档备份，存于）
- 喜慶羊羊迎新歲 - 主頁- tvb.com （页面存档备份，存于）
- 萬千星輝團年飯- 主頁- tvb.com （页面存档备份，存于）
- 我愛香港年夜飯- 主頁- tvb.com （页面存档备份，存于）
- 新春開運迎豐年- 主頁- tvb.com （页面存档备份，存于）
- 金豬報喜迎新歲- 主頁- tvb.com （页面存档备份，存于）
- 開運王團年迎金鼠 - 主頁 - tvb.com （页面存档备份，存于）
- 虎躍騰飛迎新歲 - 主頁 - tvb.com （页面存档备份，存于）